# Odsev (film)
Odsev (izviren angleški naslov: Mirrors) je nadnaravna grozljivka iz leta 2008, delo režiserja Alexandrea Aje, v katerem igrajo Kiefer Sutherland, Paula Patton in Amy Smart. 
Film je bil sprva zasnovan kot remake južnokorejske grozljivke V ogledalu (Into the Mirror) iz leta 2003, vendar je Aja spremenil scenarij in s tem ustvaril svojo verzijo filma. Snemanje se je začelo 1. maja 2007 in je Odsev je prišel na spored ameriških kinematografov 15. avgusta 2008 v distribuciji 20th Century Fox.

## Vsebina
Varnostnik teče po podzemni železnici, dokler ne pride do sobe, iz katere nima izhoda, kjer začne prositi svoj odsev v ogledalu za življenje. Nato zlomi ogledalo, vendar njegov odsev vzame enega od kosov stekla in si prereže vrat, enako se zgodi tudi varnostniku, zaradi česar umre.
Ben Carson (Kiefer Sutherland), suspendirani detektiv, začne svoj prvi delovni dan kot nočni čuvaj v prestižni trgovini Mayflower, ki je že pet let zaprta zaradi požara. V stavbi je še vedno veliko ogledal, ki so bila naprodaj.
Na prvem obhodu Ben opazi ogledalo, znotraj katerega so odtisi dlani. V odsevu opazi odprta vrata, čeprav so zaprta. Čez čas začne Ben dobivati še več halucinacij. Kmalu najde denarnico Garya Lewisa, prejšnjega varnostnika (z začetka filma), ki je domnevno storil samomor. V denarnici je sporočilo »Esseker«. Ko si ogleda fotografije Garyeve smrti, postane Ben prepričan, da ogledala prisilijo ljudi početi stvari, ki jih drugače ne bi.
Medtem Benovo sestro Angie (Amy Smart) ubije njen odsev, ki si odtrga čeljust, zaradi česar ona izkrvavi. Ben je ves iz sebe, ko najde truplo. V jezi skuša razbiti vsa ogledala v Mayfloweyu, vendar so neuničljiva. Želi vedeti, kaj ogledala želijo in na enem izmed njih se z razpokami izpiše »ESSEKER«.
Ben se odpravi v poplavljeno klet v Mayflowerju, kjer najde manjša napisa »Psihiatrične študije« in »Bolnišnica sv. Mateja«. Kmalu najde tudi sobo, v kateri je stol, okrog njega pa ogledala. Ben ugotovi, da je bil Mayflower zgrajen na mestu, kjer je pred tem stala psihiatrična bolnišnica. Svojega policijskega prijatelja Larrya (Jason Flemyng) prosi, če lahko izve kaj več o pacientih in zaposlenih v tej bolnišnici. Larry najde ime pacientke, Anne Esseker, ki naj bi umrla v množičnem samomoru, ko je bila stara dvanajst let.
Ben preuči Annine kartoteke in ugotovi, da je bila Anna premeščena iz bolnišnice dva dni pred množičnim samomorom, zato začne verjeti, da je Anna še vedno živa. Medtem Benova žena Amy (Paula Patton) opazi, da se njun sin Mikey (Cameron Boyce) vede drugače kot njegov odsev. V paniki pokliče Bena, ki se takoj vrne domov. Skupaj prekrijeta vse predmete, ki odsevajo, v hiši.
Ben najde Annin dom iz otroštva in ugotovi, da je bila kot otrok zelo nasilna in nepredvidljiva. Trpela je za shizofrenijo. Prišla je pod okrilje zdravnika v bolnišnici sv. Mateja, ki je verjel, da Anna trpi za zelo redko motnjo osebnosti. Verjel je, da bo ozdravela, če bo privezana na stol ves čas gledala svoj odsev v ogledalu. Njen brat pove Benu, da so se po njeni vrnitvi domov, ko naj bi bila ozdravljena, začeli nenavadni pojavi z ogledali. Zato jo je njena družina odpeljala v samostan sv. Avguština, kjer so ogledala prepovedana.
Ben obišče Anno (Mary Beth Peil) v samostanu, živo in zdravo. Anna mu razloži, da je bila pravzaprav obsedena z demonom, ki se je nato ujel v ogledala. Razloži mu, da demon ubija ostale duše, da bi prišel spet do nje, zato se več noče vrniti.
Medtem Amy odkrije, da je izginil Mikey. Ko skrije svojo hčer v omaro, najde Mikeya, ki z nožem praska barvo z ogledal. Amy ga skuša zaustaviti, vendar ga je bil obsedel demon in on pobegne.   
Ben z grožnjami s pištolo spravi Anno nazaj v Mayflower in jo priveže na stol. Pri Benu doma pa skuša Mikeya njegov odsev utopiti v vodi. V sobi s stolom se začne treti stavba in utripati luči. Demon tako pobegnejo iz ogledal. Znova obsede Anno in vsa ogledala v Mayflowerju raznese. Mikey se z Amyino pomočjo reši demona, Bena pa napade obsedena Anna. Ben vžge bližnji plinovod in tako ubije Anno ter demona.
Ben se izkoplje iz ruševin in ugotovi, da ga nihče od policistov in reševalcev, ki so prišli na kraj nesreče, ne vidi, ravno tako pa opazi, da so vsi napisi prezrcaljeni. Spozna, da je ujet v zrcalnem svetu. V resničnem svetu se pojavijo odtisi dlani na steklu.

## Igralci
- Kiefer Sutherland kot Ben Carson
- Paula Patton kot Amy Carson
- Amy Smart kot Angie Carson
- Cameron Boyce kot Michael "Mikey" Carson, Amyin in Benov sin, star 6 let
- Erica Gluck kot Daisy Carson
- Mary Beth Peil kot Anna Esseker
- John Shrapnel kot Lorenzo Sapelli
- Jason Flemyng kot detektiv Larry Byrne
- Tim Ahern kot dr. Morris
- Julian Glover kot Robert Esseker
- Josh Cole kt Gary Lewis
- Ezra Buzzington kot Terrence Berry